# Čákiho palác (Hviezdoslavovo náměstí)
Čákiho palác je městský palác v Bratislavě v Starém Městě na Hviezdoslavově náměstí 14.
Postaven byl v klasicistním slohu v 2. polovině 19. století. Je to řadová stavba, má půdorys ve tvaru U, má 4 podlaží s sklepem. Za památkový objekt byl vyhlášen v roce 1985.